# 러시아 해군
러시아 해군(러시아어: Военно-морской флот; 약칭 ВМФ)은 러시아 연방의 해군이다.
현재 북방 함대, 발트 함대, 흑해 함대, 태평양 함대의 4개 함대와 카스피 소함대로 이루어져 있다.

## 역사

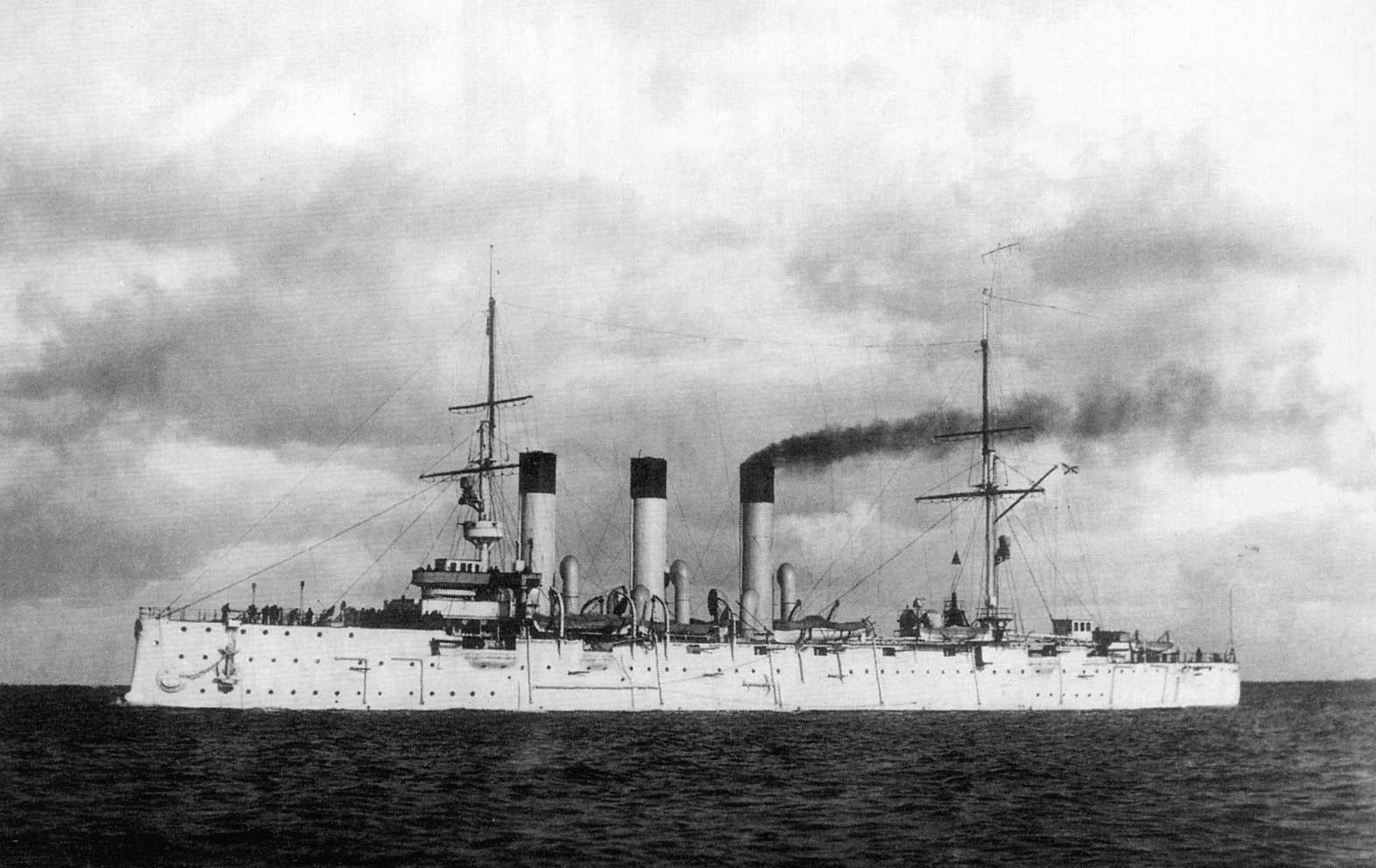
1903년의 오로라 순양함

### 러시아 제국 해군
러시아는 원래 내륙국이었지만, 표트르 1세 때인 1693년에 아르한겔스크에 러시아의 첫 조선소를 건설했고, 1696년에 해군을 창설했다. 1699년의 오스만 제국과의 카를로비츠 조약으로 아조프해의 해상권을 얻었다.
러시아는 1700년에 발발한 대북방 전쟁 중인 1703년, 핀란드만 안쪽에 항구 도시인 상트페테르부르크를 건설, 발트해 함대(발트 함대)의 본거지가 되었다. 러시아는 1712년, 항괴 해전에서 스웨덴을 격파해 발트해의 패권을 획득했다. 이것을 기회로 러시아는 해군의 정비를 시작했다. 그러나 러시아의 해군이 해군력을 과시할 수 있을 정도로 발전하는 것은 19세기 이후의 일이다. 18세기까지는 스웨덴 해군에 패배하는 등 치졸한 면은 감출 수 없었다. 그러나 러시아는 러일 전쟁 발발 전까지는 풍부한 국력에 의해서 10척이 넘는 전함을 보유하는 대규모 해군을 보유하게 되었다.
러시아 해군은 그 발전에 치명적인 결점이 있었다. 러시아에는 부동항(不凍港:겨울에 얼지 않는 항구)이 없었던 것이다. 러시아는 부동항을 얻기 위해서 아시아에 세력을 늘리려 해 러일 전쟁이 발발했다. 그러나, 황해 해전이나 뤼순 공방전, 울산 해전 등 많은 전투의 패배에 의해서 극동 함대는 거의 괴멸되었고, 동해 해전에 의해서 발트 함대 소속이었던 주력함들도 거의 잃었기 때문에 러시아 해군은 거의 괴멸 상태가 되었다. 게다가 우크라이나에서는 전함 포툠킨 호나 순양함 오카코프 호에서 연달아 반란이 일어나 장병들의 충성심 저하도 심각한 문제가 되었다.
1917년에 일어난 러시아 혁명에서는, 순양함 오로라 호에 의해서 10월 혁명이 시작되어, 러시아 제국 해군의 역사는 막을 내렸다.

### 소비에트 연방 해군

소련 해군의 함미기

소련 해군의 함수기

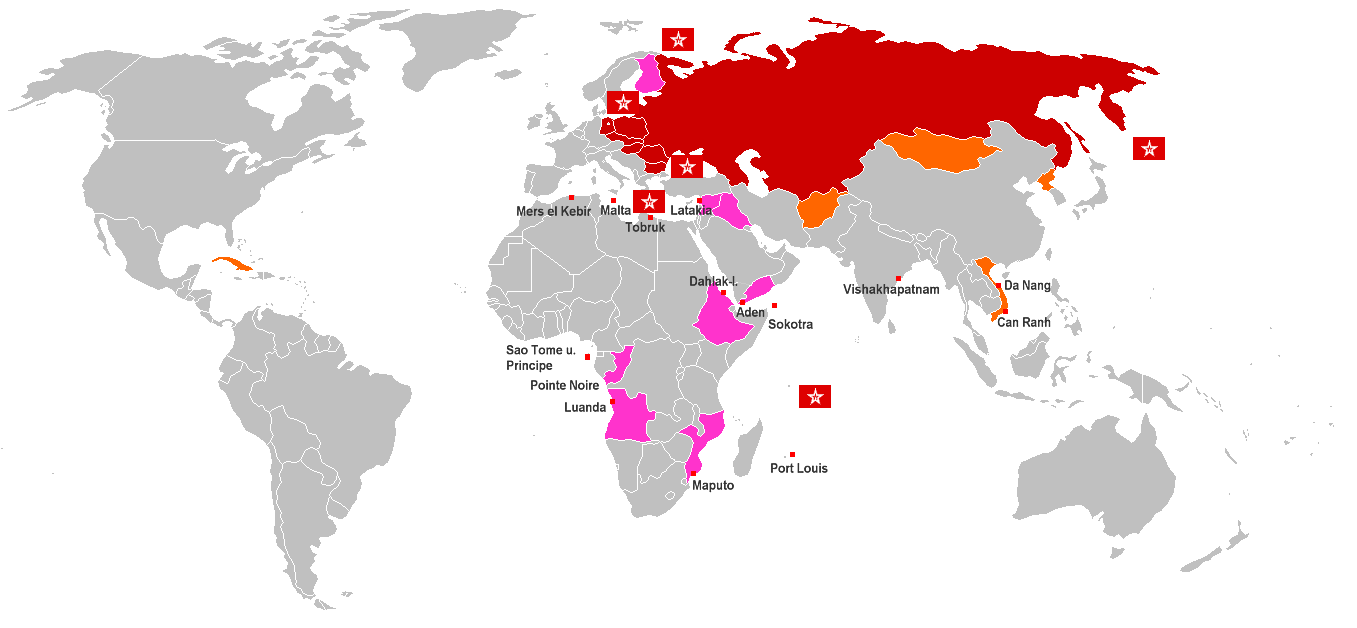
소련 해군의 기지가 있었던 나라

러시아 혁명 후, 구 러시아 제국 해군의 함선들은 우크라이나 인민 공화국·우크라이나국에 접수된 흑해 함대의 함선들도 있었지만, 최종적으로는 소련 해군으로 재집결되었다.
대륙국인 소련은, 지리적 조건 상 필연적으로 육군 전력에 중점을 두었기 때문에, 해군은 자국 영토 근해의 방위로 철저한 연안 해군으로서 정비되었다. 그 때문에, 소련은 연안 경비용으로서 잠수함의 건조에 힘을 쏟아 제2차 세계 대전 시에는 세계 최대의 잠수함대를 보유하기에 이르렀다. 그러나 그때까지만 해도 소련 해군의 대양 작전 능력은 전무하다시피 했다. 주요 교전국인 나치 독일도 해군력이 부족한 육군 중심의 군대였기 때문에, 대전 중에 소련 해군이 대규모 해전을 경험하지는 않았다. 대신 지상군에 비해 이오시프 스탈린의 간섭이 덜했기 때문에, 해군 원수 쿠츠네초프의 지휘하에 지상군보다 전투 준비가 더 잘 되어 있었으며, 개전 초에 궤멸된 공군이 1943년도에 들어 복구될 때까지 그 공백을 해군 항공대를 통해 메워 주었고, 각 함대의 해군보병들은 육전에서 큰 보탬이 되었다. 그 시점까지 소련의 해군은 어디까지나 붉은 군대(赤軍)의 한 부분에 지나지 않았지만, 1946년에는 붉은 군대가 소련군으로 개칭한 데 따라 소비에트 연방 해군으로서 독립했다.
제2차 세계 대전 후에도 잠수함대의 증강은 소련에게 중시되었는데, 특히 탄도 미사일 탑재 잠수함인 골프급 잠수함이나 호텔급 잠수함 등의 건조는 서방보다 이른 것이었다.
한편, 스탈린은 대규모 수상 함대의 건설에 나섰다. 그러나 스탈린의 사후에 수상 함대의 건조 계획은 중지되어 소련 해군의 수상 함대 건설 계획은 백지화되었다.
그러나 1962년에 쿠바 미사일 위기가 발생하면서 상황은 돌변했다. 소련 해군과 비교할 수 없을 정도로 미국의 압도적인 해군 전력에 의해 소련은 불리한 상황에 몰려 결국 쿠바의 IRBM 기지를 철거하지 않을 수 없는 상황이 되어 결국 흐루쇼프 서기장의 실각을 부르는 결과가 되었다. 이것에 의해 소련은 해군 전력, 특히 수상 함정 전력의 중요성을 통감했다.
게다가 소련을 위협하는 새로운 존재가 출현했다. 1960년대에 미사일 갭(Missile gap; 당시 미·소간의 핵미사일 보유 수에서 소련이 우세함을 지칭하는 말) 논쟁의 대책으로서 미국 해군은 조지 워싱턴급 SSBN 등의 전략 핵미사일 탑재 잠수함을 취역시켰다. 이것에 의해 소련은 수중으로부터의 핵공격의 위험에 노출되었기 때문에, 소련은 대잠 전투 능력 증강의 필요성을 심각하게 느꼈다. 그리고 소련 해군은 카라급 대잠 순양함, 대잠 헬리콥터 14기를 탑재한 모스크바급 대잠 순양함, 크리박 I·II급 대잠 프리깃 등을 취역시켰다.
1970년경부터 소련 해군은 범세계적 전략 수행의 필요를 느껴 본격적으로 대양 해군을 건설하기 시작했다. 다만 이것은 전시에 대양에서 미국 해군과 적극적으로 교전하는 것을 의미하는 것이 아니고, 어디까지나 평시에 자국의 전략적 목표를 위한 대양 해군이라는 의미가 강했다. 소련 해군의 전시의 기본 방침은, 어디까지나 자군의 전략 핵미사일 원자력 잠수함(델타급 등)을 자유롭게 활동시키기 위해 자국 근해를 방어하는 일이었다. 이때 소련 해군에 가장 큰 위협이 되는 것은 미국 해군의 항공모함 기동부대였다. 소련 해군은 이 강력한 해상 항공 전력을 타파하지 않는 이상 자국 근해의 안전을 확보하는 일은 불가능하다고 판단했다.
그 판단에서 소련이 생각한 전술이 대함 미사일 포화 공격이었다. 이것은 대형 폭격기, 수상함, 잠수함 등 복수의 병기로부터 적의 항공모함을 목표로 해 일제히 대함 미사일을 발사, 적의 항공모함 부대의 방공 능력의 한계를 능가하는 수의 미사일을 발사하는 전술로, 미국 해군의 항공모함을 격침시키려는 전술이었다. 그 계획으로 장거리 대함 미사일 P-500 바잘트, P-700 그라니트 등 대함 미사일을 다수 탑재한 소브레메니급 미사일 구축함, 슬라바급 미사일 순양함, 키로프급 원자력 미사일 순양함 등 강력한 대함 타격력을 가진 함정들을 취역시켰다.
한편, 소련 해군은 미국 해군에 대항해 항공모함의 보유에도 착수해, 키예프급 항공모함, 쿠즈네초프 항공모함 등을 취역시켰고, 한층 더 원자력 항공모함 울리야노프스크급의 건조에도 착수했다. 그러나 소련 붕괴에 수반해 소련 해군력의 증강은 중지되었다.

### 러시아 연방 해군
소련 해군을 계승하고 소련 해군에서 운용하던 함선들을 운용하는 러시아 해군이지만, 러시아 경제의 악화가 현저하기 때문에 예전처럼 대규모 해군 전력의 보유가 어려워졌다. 또 197척의 원자력 잠수함이 폐함(廢艦)되었고, 2006년 말까지 145척이 해체되었다.
2007년 7월, 러시아 연방 해군 총사령관 블라디미르 마소린 상급대장은, 러시아 해군이 신형 구축함 및 항공모함을 건조할 계획을 세우고 있는 것을 발표했는데, 신형 항공모함은 적어도 길이 100 m를 넘는 원자력 추진 항공모함으로, 30기 정도의 전투기와 헬리콥터를 탑재한다고 발언했다.
2008년 2월, 러시아 연방 군 기관지 「크라스나야 즈베즈다」지는, 러시아 해군이 2012년부터 2020년에 걸쳐 4척의 중형 항공모함을 기공할 계획을 세우고 있다고 기술하였다.
2008년 4월 4일, 러시아 해군 총사령관 블라디미르 비소츠키는, 기자 회견에서 러시아 해군은 2050년에서 2060년 사이 6개의 항공기동부대를 보유할 계획이라고 발표했다. 새롭게 편성되는 해상 항공모함 시스템은, 항공모함, 전투함, 항공기, 무인 전투기, 잠수함, 인공위성들을 통해 구축되고, 종합적으로 운용되는 신형 항공모함의 건조는 2012년에서 2013년 사이에 개시될 예정이다.
워낙 재정난을 겪는 러시아 해군이기 때문에, 함정의 정비 상태도 나쁘고 가동률도 낮았지만, 2000년대에 들어오면서 재정 상황의 호전으로 함정의 정비도 비록 조금씩이지만 진행되어 가동률은 서서히 회복되고 있다. 이 일을 증명하는 일이 2004년 9월에 아드미랄 쿠즈네초프 항공모함이 장기 수리를 끝마치고 현역에 복귀한 일이다. 현재로서는 러시아 해군의 유일한 항공모함인 아드미랄 쿠즈네초프 항공모함은 2020년 ~ 2025년경까지 현역에 머물 예정이다.
2008년 10월 11일, 드미트리 메드베데프 러시아 대통령은, 항공모함 아드미랄 쿠즈네초프 항공모함 승조원과의 회합 자리에서, 러시아 국방부에 신형 항공모함 건조를 위한 개발 계획을 작성하도록 지시했다고 말했다.
메드베데프 대통령은, 항공모함은 평균적으로 약 5년에 1척이 만들어진다고 전망해, 빠르면 2015년에는 최초의 성과를 얻을 수 있을 것이라고 발언했다. 또 신형 항공모함의 추진 장치는 원자력 추진이 아니면 안 된다는 생각을 말했다.
1990년대에는 신규 함정의 건조도 거의 행해지지 않았지만, 2001년 12월에 근해 경비함 스테레구스치가 기공되었고, 2004년 12월에 대형 상륙함이 기공되었으며, 2006년 2월에는 대양 작전용 프리깃 아드미랄 세르게이 고르시코프 호가 기공되는 등 신형 함정의 건조도 시작되었다.
또 2012년부터는 신규로 5, 6척의 항공모함의 건조도 행해져 북방 함대와 태평양 함대에 배치될 예정이다.
잠수함은, 2008년 4월에 진수한 지 얼마 되지 않는 제4세대에 해당하는 신형 원자력 잠수함 유리 돌고르키 호가 취역했으며, 프로젝트 955 보레이급 잠수함 3척, 야센급 원자력 잠수함 1척, 상트페테르부르크급 디젤 잠수함 2척이 건조 중이며, 이 외에 2007년 12월 14일 시험 잠수함 사로프가 진수되었다.
상트페테르부르크급 잠수함 1번함 상트페테르부르크는, 2007년 11월 2일 러시아 해군에 인도되었고, 보레이급 탄도 미사일 원자력 잠수함 1번함 유리 돌고르키 호가 2008년 취역하였다.
2007년 12월 5일, 크렘린에서 행해진 회의에서, 러시아 국방장관 아나톨리 세르듀코프는, 블라디미르 푸틴 총리에게 러시아 함대는 세계의 어느 해양에든 존재할 수 있다고 보고했다. 같은 날, 북방 함대 소속의 항공모함 아드미랄 쿠츠네초프와 우달로이급 구축함 1척, 급유함 1척, 구조 예항함 1척, 합계 5척으로 구성되는 함정 타격 그룹이 2개월 간에 걸치는 북동 대서양 및 지중해에로의 원정을 시작했다. 함정 타격 그룹은 훈련을 실시하면서 대서양을 남하, 2007년 12월 15일에는 발트 함대 소속의 급유함으로부터 해상 연료 보급을 받았다.

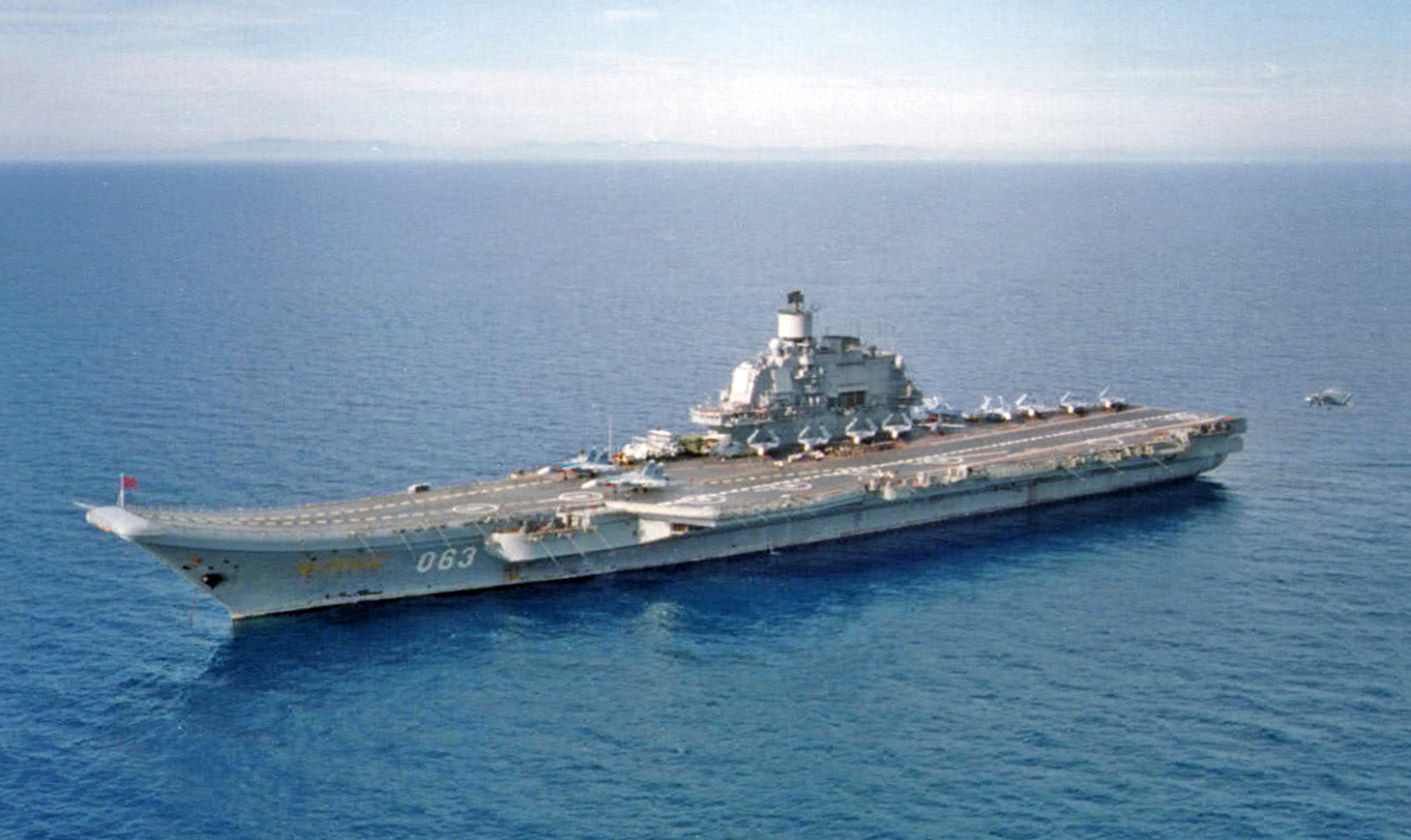
쿠즈네초프 항공모함

2007년 12월 21일에 지중해에 진입한 함정 타격 그룹은, 이탈리아 및 프랑스의 항구를 방문해 양국 해군과 합동 훈련을 실시했다. 2008년 1월 18일, 함정 타격 그룹은 지중해에서 흑해 함대 소속의 슬라바급 미사일 순양함인 모스크바 호와 합류했다. 다음날인 1월 19일 다시 대서양으로 돌아온 함정 타격 그룹은, 본대가 1월 21일부터 공군의 전략 폭격기와 합동 훈련을 실시했고, 별대는 1월 24일부터 프랑스 해군과의 2번째 합동 훈련을 실시했다. 순양함 모스크바는 1월 25일에 포르투갈을 방문했다. 함정 타격 그룹은 2008년 1월 28일부터 2월 1일까지 40기 이상의 공군기와 합동 연습을 실시하고 2008년 2월 3일에 세베로모르스크로 귀항했다.
차기 항모를 건조중이다.
러시아 해군 연안방어부대는 3P51M Rubezh-A (NATO명 SSC-3 Styx) 지대함미사일을 운용하고 있다.
A-222 Bereg 130mm 자주해안포는 흑해함대 연안방어부대에서 운용중이다.
본 체계는 수상전투함에 탑재되는 AK-130 함포를 MAZ-543 8륜트럭에 탑재한 것으로, 최대 22km의 사정거리와 분당 12발의 발사속도를 가지고 있다.

## 편성
러시아 해군은 4개 함대와 1개 소함대로 구성된다.
- 북방 함대 (Северный флот; СФ)
- 태평양 함대 (Тихоокеанский флот; ТОФ)
- 발트 함대 (Балтийский флот; Бф)
- 흑해 함대 (Черноморский флот; ЧФ)
- 카스피 소함대 (Каспийская флотилия)

북방 함대와 태평양 함대는 대양 함대이며, 인접 해역을 넘어 각각 대서양과 태평양에서 활동하는 것을 목적으로 한다. 발트 함대와 흑해 함대는 연안 함대이며, 각각 인접 해역의 발트해와 흑해에서 활동하는 것을 목적으로 한다.

## 전력

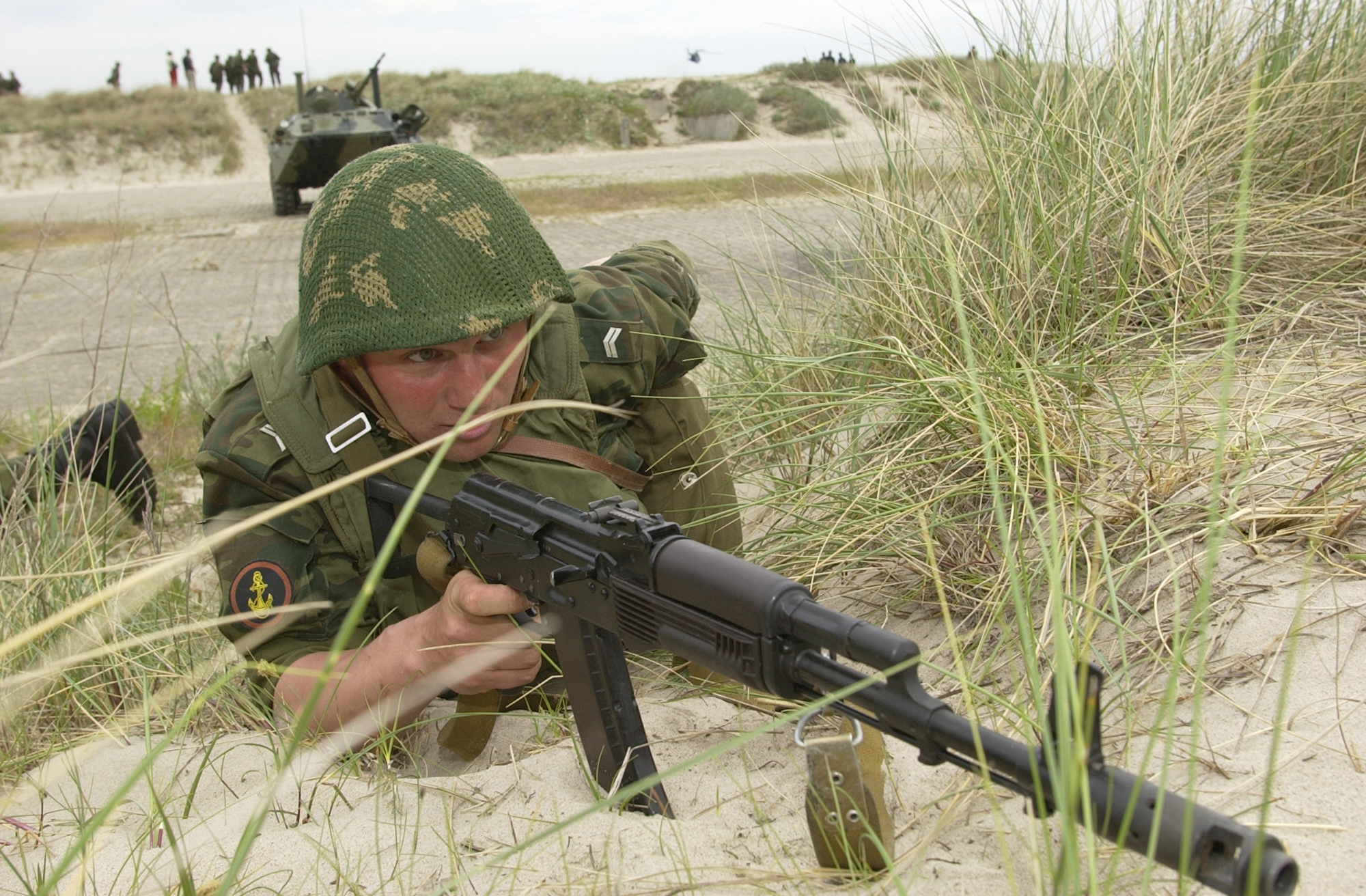
러시아 해군 보병

- 잠수 함정
- 수상 함정
- 해군 항공대

- 전략 항공대
- 전술 항공대
- 함재 항공대
- 연안 항공대

- 해군 보병
- 연안 방위 부대
- 후방 부대

## 함정
현재 취역 중인 함선은 이하와 같다.
- 항공모함

- 아드미랄 쿠츠네초프 - 1척, 기본 배수량 43,000톤, 만재 배수량 55,200톤, 항공기 41기

- 순양함

- 키프로급 핵추진 미사일 순양함 3척 - 기본 배수량 24,300톤, 만재 배수량 28,000톤 - 2~3번함이 현대화 중 2020년 내로 재취역
- 슬라바급 미사일 순양함 - 3척

- 구축함

- 소브레메니급 구축함 - 4척, 기본 배수량 6,200톤, 만재 배수량 7,940톤
- 우달로이급 구축함 - 8척(우달로이 I 7척-기본 배수량 6,200톤, 만재 배수량 7,900톤, 우달로이 II 1척-배수량은 동일)

- 호위함

- 어드미럴 고르쉬코프급 1척 - 만재 배수량 4,500톤 - 14척 추가 건조 예정
- 어드미럴 그리고로비치급 3척 - 기본 배수량 3,850톤, 만재 배수량 4,035톤 - 탈와르급이라는 이름으로 인도에 수출됨
- 카신급 1척 - 기본 배수량 3,400톤, 만재 배수량 4,390톤
- 브레베스트니크급 2척 - 기본 배수량 3,300톤, 만재 배수량 3,570톤
- 네우스트라시미급 2척 - 기본 배수량 3,800톤, 만재 배수량 4,400톤
- 스트레거쉬급 2038, 0형 1척 - 만재 배수량 1,900톤
- 스트레거쉬급 2038, 1형 32척 - 만재 배수량 2,300~2,500톤 - 추가 건조 3척
- 그레미야쉬치급(스트레거쉬급개량형) 2138.5형 - 만재 배수량 2,500톤 - 24척 건조 예정 중
- 게파르트급 2척 - 기본 배수량 1,500톤, 만재 배수량 1,930톤

- 초계함

- 그리샤급 20척 - 만재 배수량 1,200톤
- 나누추카급 13척 - 만재 배수량 660톤
- 타란툴급 25척 - 만재 배수량 660톤
- 파르킴급 8척 - 만재 배수량 950톤
- 부얀급 3척 - 만재 배수량 550톤 - 부얀M급 만재 배수량 949톤 5척 건조 예정 중

- 탄도 미사일 전략 원자력 잠수함(SSBN)

- 아쿨라(타이푼)급 SSBN 1척 : 배수량 23,000톤(수상주행시), 48,000톤(수중주행시), 미 해군의 원잠 말고는 상대할 자가 없으며 20발의 MIRV(다탄두 각개 재돌입 발사체)에 200발의 핵탄두를 탑재해 사상 최강급의 핵 공격 능력을 보유하고 있다.비슷한 공격력을 지닌 원잠은 미국의 오하이오급이나 시울프급 외엔 없다. 세베로드빈스크 제 339 잠수함 사단에 예비함으로 보관중에 있으며 2015년경 2척의 Akula[NATO: Typhoon]급 TK-17 Arkhangel`sk함과 TK-20 Severstal`함이 퇴역 할 예정이다.
- 델타Ⅲ급 SSBN 1척 : 수상 배수량 10,600톤, 수중 배수량 13,700톤
- 델타Ⅳ급 SSBN 6척 : 수상 배수량 9,210톤, 수중 배수량 18,200톤
- 보레이Ⅰ급 SSBN 3척 : 수상 배수량 14,720톤, 수중 배수량 24,000톤 - 1척 추가 건조 중
- 보레이 Ⅱ급 SSBN : 수상 배수량 14,720톤, 수중 배수량 24,000톤 - 7척 건조 중.

- 순항 미사일 원자력 잠수함(SSGN)

- 오스카급 SSGN 8척 - 수상 14,700톤, 수중 배수량 19,000톤 - 비축 1척,탄두중량 1톤(하푼의 5배)의 그라니트 순항 미사일 24발이나 탑재한 대(代)항공모함 전단 병기
- 시에라급 SSGN 2척 - 수상 배수량 7,600톤, 수중 배수량 9,100톤 - 1척 비축
- 빅터급Ⅲ SSGN 3척 - 수상 배수량 6,990톤 수중 배수량 7,250톤 - 3척 보유는 어디까지나 추정

- 공격 원자력 잠수함(SSN)

- 슈카B/바스급Ⅰ2척 - 수상 배수량 8,140톤, 수중 배수량 12,770톤
- 슈카B/바스급Ⅰ개량형 4척 - 수상 배수량 8,140톤, 수중 배수량 12,770톤
- 슈카B바스급Ⅱ2척 - 수상 배수량 8,450톤, 수중 배수량 13,800톤

- 재래식 동력 잠수함(디젤 잠수함)

- Improved 킬로급 877/877EKM/877LPMB/877V 16척 - 수상 배수량 2,300톤, 수중 배수량 4,000톤
  - 흑해 함대용 Project 06363 Varshavyanka(NATO: Improved Kilo)급 잠수함 초도함 B-261 Novorossiysk함,2014년경에 취역 예정

- 라다급(Lada)/아무르급(Amur) 3척 (1번함 상트페테르부르크함(Sankt Petersburg), 2번함 크론슈타트함, 3번함 세바스토폴함)

- 수상배수량 1,675톤,수중배수량 2,800톤, 작전가능 일수 45일, 최대 잠항심도 300m, 승무원 35명, 6X533mm 어뢰발사관, 어뢰 탑재량 VA-111어뢰 18발, 미사일 수직발사기 (VLS) 10 cells, 브라모스 장거리 초음속 순항 미사일, 제4세대 재래식 동력 잠수함(디젤 잠수함)

- 상륙함 19척

- Ropucha급 상륙함

- 기타 함정

- 호버 크래프트 4척
- 병원함
- 지원함

## 사용 항구
- 아르한겔스크
- 블라디보스토크
- 오데사 (현 우크라이나령)
- 칼리닌그라드 (구 쾨니히스베르크)
- 크론슈타트
- 상트페테르부르크 (구 페트로그라드)
- 나홋카
- 페트로파블롭스크캄차츠키
- 마가단
- 무르만스크
- 리가 (현 라트비아)
- 로스토프나도누
- Petropavlovsk-Kamchatsky 및 Vilyuchinsk 인근 소재 Rybachiy 원자력잠수함기지
- 세바스토폴 (모항)
- 세베로드빈스크
- Sevmash 조선소
- 세베르나야 베르프 조선소

## 역대 총사령관
| 직책     | 이름                  | 계급 | 재임 기간                         | 출신교                  | 전직             |
| -------- | --------------------- | ---- | --------------------------------- | ----------------------- | ---------------- |
| 총사령관 | 블라디미르 체나빈     | 대장 | 1985년 12월 8일 ~ 1992년 8월 19일 | 레닌그라드 고등해군학교 | 해군 총참모장    |
| 총사령관 | 펠릭스 그로모프       | 대장 | 1992년 8월 19일 ~ 1997년 11월 7일 | 태평양 고등해군학교     | 북방함대 사령관  |
| 총사령관 | 블라디미르 쿠로예도프 | 대장 | 1997년 11월 7일 ~ 2005년 9월 4일  | 태평양 고등해군학교     | 해군 총참모장    |
| 총사령관 | 블라디미르 마소린     | 대장 | 2005년 9월 4일 ~ 2007년 8월 27일  | 흑해 고등해군학교       | 흑해 함대 사령관 |
| 총사령관 | 블라디미르 비소츠키   | 상장 | 2007년 8월 27일 ~ 2012년 5월 6일  | 흑해 고등해군학교       | 북방함대 사령관  |
| 총사령관 | 빅토르 치르코프       | 상장 | 2012년 5월 6일 ~ 2016년 2월 26일  | 태평양 고등해군학교     | 발트 함대 사령관 |
| 총사령관 | 블라디미르 코롤료프   | 상장 | 2016년 4월 18일 ~ 2019년 5월 3일  | 레닌그라드 고등해군학교 | 북방함대 사령관  |
| 총사령관 | 니콜라이 예브메노프   | 상장 | 2019년 5월 3일 ~ 현직             | 고등해군잠수함학교      | 북방함대 사령관  |

| 직책     | 이름                  | 계급 | 재임 기간                | 출신교              | 전직                        |
| -------- | --------------------- | ---- | ------------------------ | ------------------- | --------------------------- |
| 총참모장 | 발렌틴 세리바노프     | 상장 | 1992년 9월 ~ 1996년      |                     | 레닌그라드 해군 기지 사령관 |
| 총참모장 | 이고리 크메르노프     | 상장 | 1996년 ~ 1997년 7월      | 태평양 고등해군학교 | 태평양 함대 사령관          |
| 총참모장 | 블라디미르 크로에드프 | 상장 | 1997년 7월 ~ 1997년 11월 | 태평양 고등해군학교 | 태평양 함대 사령관          |
| 총참모장 | 빅토르 크라브첸코     | 상장 | 1997년 11월 ~ 2005년 9월 |                     |                             |
| 총참모장 | 미하일 아브라모프     | 상장 | 2005년 9월 ~ 2012년 4월  | 발트 함대 참모장    |                             |

## 같이 보기
- 러시아 공군
- 러시아 육군